# Jacob A. Garber

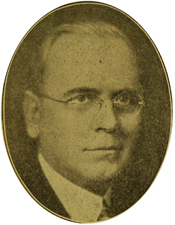
Jacob A. Garber

Jacob Aaron Garber (* 25. Januar 1879 in Harrisonburg, Virginia; † 2. Dezember 1953 ebenda) war ein US-amerikanischer Politiker. Zwischen 1929 und 1931 vertrat er den Bundesstaat Virginia im US-Repräsentantenhaus.

## Werdegang
Jacob Garber besuchte die öffentlichen Schulen seiner Heimat. In den Jahren 1904 und 1905 war er Lehrer an der Brentsville Academy. Danach setzte er bis 1907 seine eigene Ausbildung am Emerson College in Boston fort. Nebenher unterrichtete er dort am Well’s Memorial Institute. Im Jahr 1908 zog er nach Timberville in Virginia, wo er bis 1924 als Bankkassierer arbeitete. Von 1924 bis 1929 war Garber Kämmerer im Rockingham County. Politisch wurde er Mitglied der Republikanischen Partei. Von 1920 bis 1922 saß er im Abgeordnetenhaus von Virginia. Damals arbeitete er auch im Obstanbau und der Dosenindustrie.
Bei den Kongresswahlen des Jahres 1928 wurde Garber im siebten Wahlbezirk von Virginia in das US-Repräsentantenhaus in Washington, D.C. gewählt, wo er am 4. März 1929 die Nachfolge von Thomas W. Harrison antrat. Da er im Jahr 1930 nicht bestätigt wurde, konnte er bis zum 3. März 1931 nur eine Legislaturperiode im Kongress absolvieren. Diese war von den Ereignissen der Weltwirtschaftskrise überschattet.
Von 1931 bis 1935 arbeitete Jacob Garber für die Steuerbehörde in Richmond. Im Juni 1932 war er Delegierter zur Republican National Convention in Chicago, auf der Präsident Herbert Hoover zur dann erfolglosen Wiederwahl nominiert wurde. Im Jahr 1940 strebte Garber erfolglos seine Rückkehr in den Kongress an. Von 1945 bis 1947 gehörte er dem Senat von Virginia an. Danach widmete er sich wieder dem Obstanbau. Er starb am 2. Dezember 1953 in Harrisonburg.